# El sueño de una noche de verano
El sueño de una noche de  verano es una comedia de William Shakespeare, escrita alrededor de 1595. Narra los hechos que suceden durante el casamiento de Teseo, duque de Atenas, con Hipólita, reina de las amazonas. Incluye las aventuras de cuatro amantes atenienses y un grupo de seis actores aficionados controlados por las hadas que habitan el bosque donde transcurre la mayor parte de la obra. Se trata de una de las obras más populares de su autor.
Felix Mendelssohn compuso una obertura y otras piezas musicales inspirado en esta obra que se utilizaron como acompañamiento a lo largo del siglo xix. En 1960, Benjamin Britten compuso una ópera sobre el mismo tema con libreto propio y del tenor Peter Pears. La obra teatral se ha adaptado en numerosas ocasiones al cine.
Si bien se ha impuesto el nombre Sueño de una noche de verano, la traducción correcta sería Sueño de una Noche de San Juan, ya que Midsummer Night es el nombre que se da en inglés al 24 de junio, el solsticio de verano, llamado en español Noche de San Juan.

## Resumen

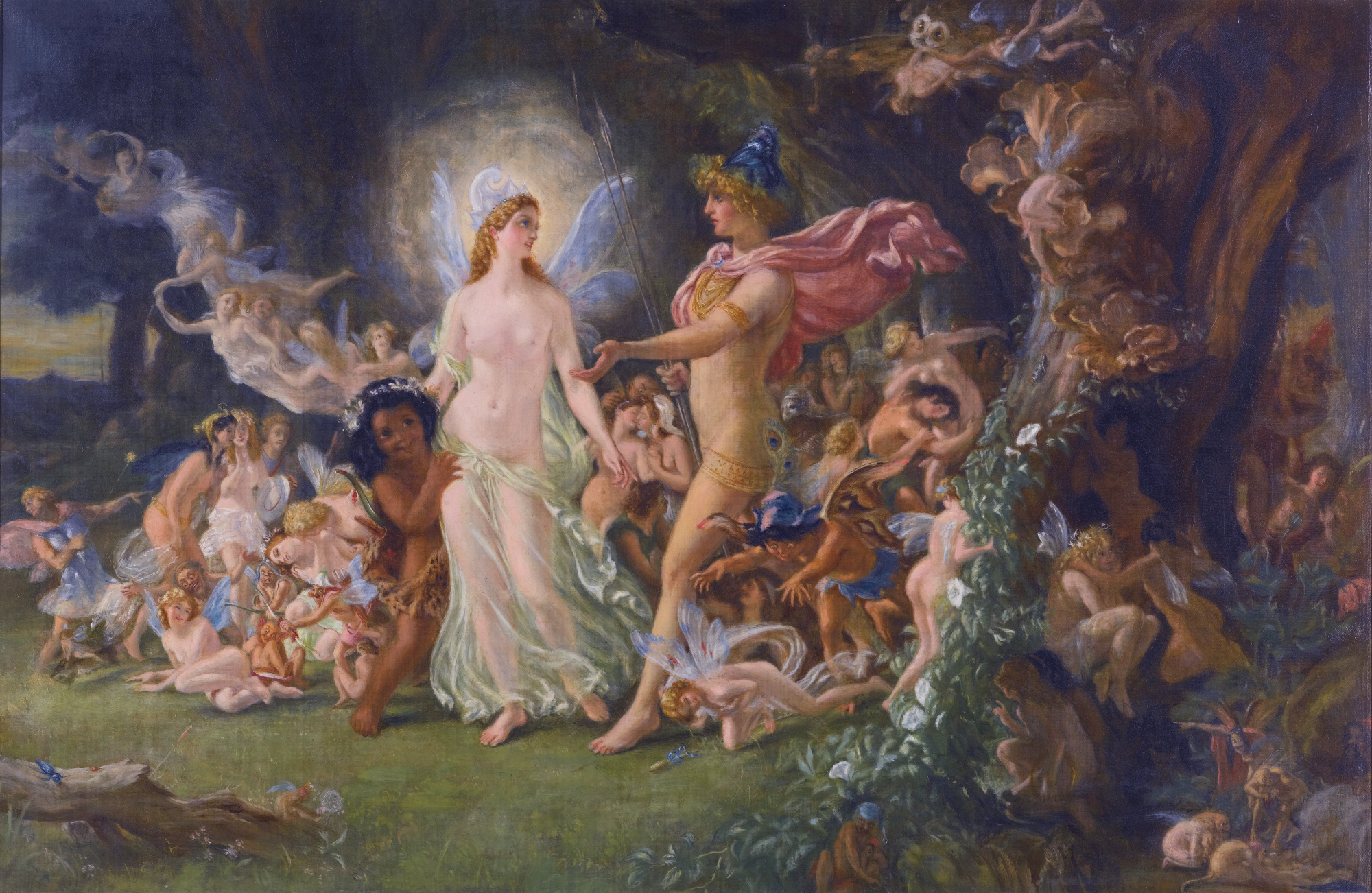
Joseph Noel Paton: Estudio para “La disputa entre Oberón y Titania” (Study for The Quarrel of Oberon and Titania, ca. 1849)

Hermia está comprometida con Demetrio, pero está enamorada de Lisandro y no puede casarse con él porque su padre no lo acepta. A su vez, los reyes de las hadas tienen una pelea, que hace que el rey le pida un líquido mágico a Puck que sirve para enamorarse de la primera persona que uno ve. Al ver a Demetrio y Helena pelearse, el rey de las hadas le ordena a Puck que vierta la poción en los ojos del ateniense.

## Temas y motivos

### Dicha de los amantes

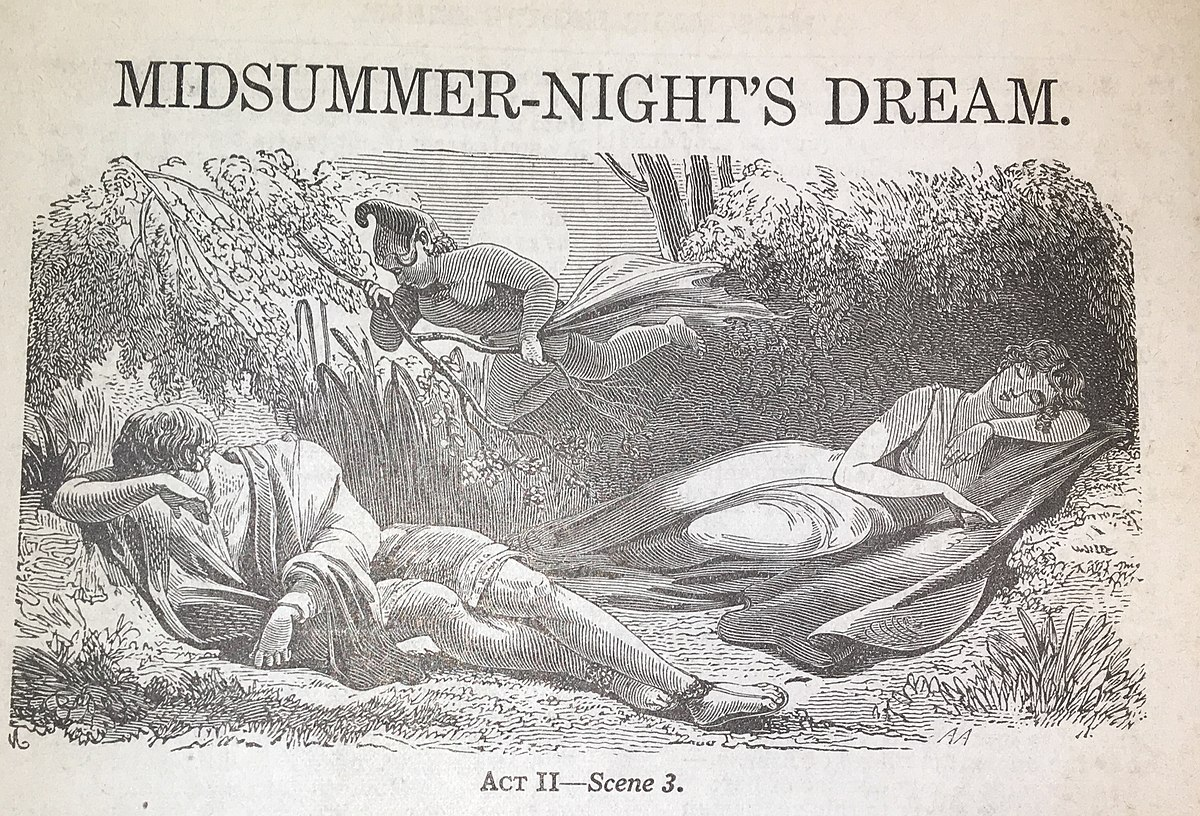
Litografía donde se describe una escena de El sueño de una noche de verano.

En la Antigua Grecia, mucho antes de la creación de las celebraciones cristianas del Día de San Juan, el solsticio de verano estaba marcado por Adonia, una fiesta para llorar la muerte de Adonis, el devoto amante mortal de la diosa Afrodita. Según las Metamorfosis de Ovidio, Afrodita llevó al niño huérfano Adonis al inframundo para que lo criara Perséfone. Creció hasta convertirse en un hermoso joven, y cuando Afrodita regresó para recuperarlo, Perséfone no quiso dejarlo ir. Zeus resolvió la disputa dando a Adonis un tercio del año con Perséfone, un tercio del año con Afrodita y el tercio restante donde él eligiera. Adonis eligió pasar dos tercios del año con su amante, Afrodita. Murió desangrado en brazos de su amante tras ser corneado por un jabalí. La mitología cuenta con varias historias que atribuyen el color de ciertas flores a la tinción por la sangre de Adonis o Afrodita.
La historia de Venus y Adonis era bien conocida por los isabelinos e inspiró muchas obras, incluido el poema narrativo del propio Shakespeare, enormemente popular, Venus y Adonis, escrito mientras los teatros de Londres estaban cerrados a causa de la peste. Se publicó en 1593.
La boda de Teseo e Hipólita y los amantes confundidos y extraviados, Titania y Bottom, incluso la antigua compañía de actores, modelan varios aspectos (y formas) del amor.

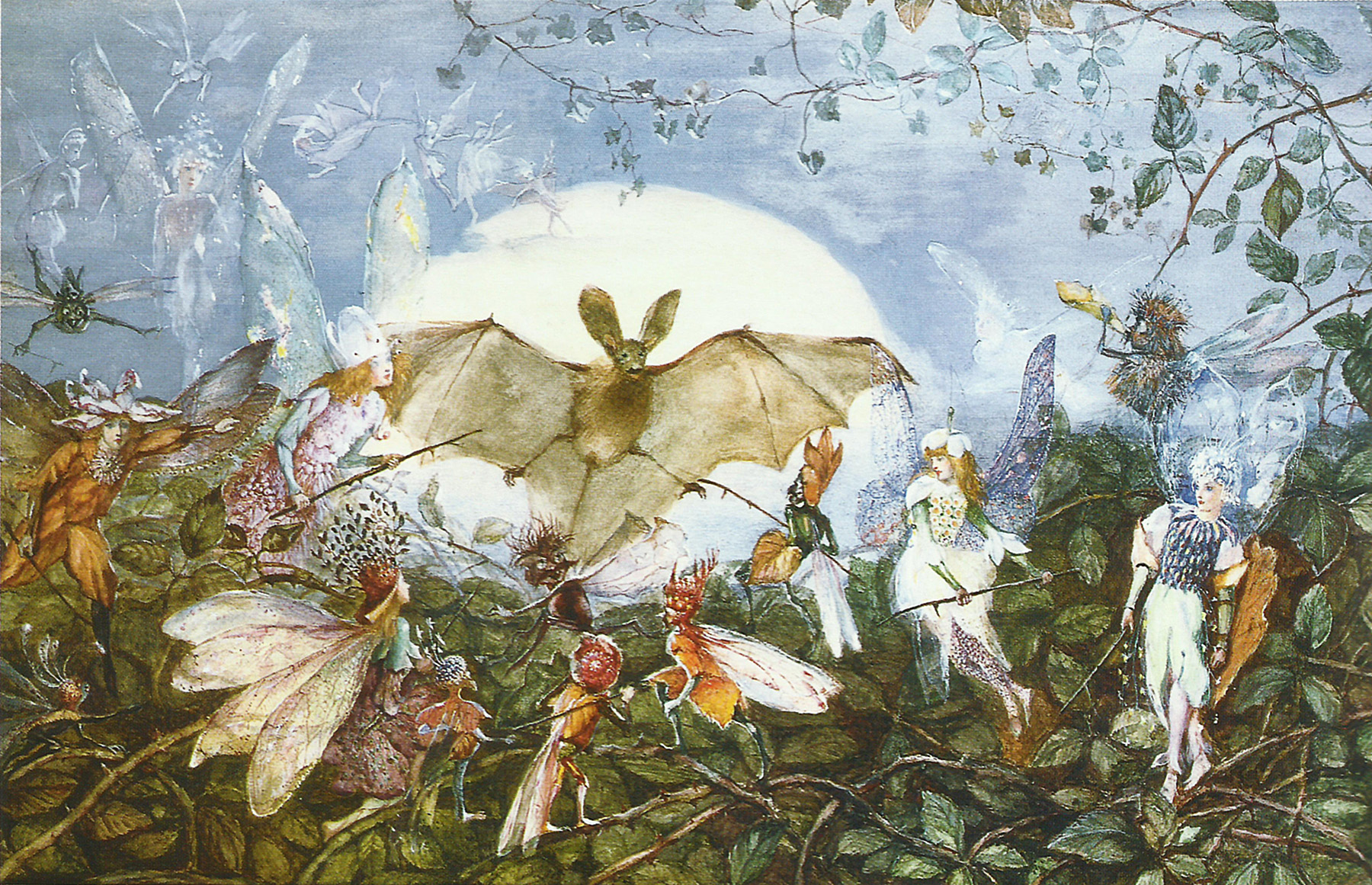
Hordas de hadas atacando un murciélago de John Anster Fitzgerald, hacia 1860.

### Carnavalesco
Tanto David Wiles, de la Universidad de Londres, como Harold Bloom, de la Universidad de Yale, han apoyado firmemente la lectura de esta obra bajo los temas de carnavalesco, bacanal y saturnales. Escribiendo en 1998, David Wiles afirmó que: "El punto de partida de mi propio análisis será la propuesta de que, aunque nos encontremos con "El sueño de una noche de verano" como texto, históricamente formaba parte de un carnaval aristocrático. Fue escrito para una boda, y parte de la estructura festiva de la noche de bodas. Los espectadores que vieron la obra en el teatro público en los meses siguientes se convirtieron en participantes vicarios de una fiesta aristocrática de la que estaban físicamente excluidos. Mi propósito será demostrar hasta qué punto la obra se integra en una celebración de la clase alta históricamente específica."   Wiles argumentó en 1993 que la obra fue escrita para celebrar la boda Carey-Berkeley. La fecha de la boda se fijó para que coincidiera con una conjunción de Venus y la luna nueva, muy propicia para concebir un heredero.

### Amor

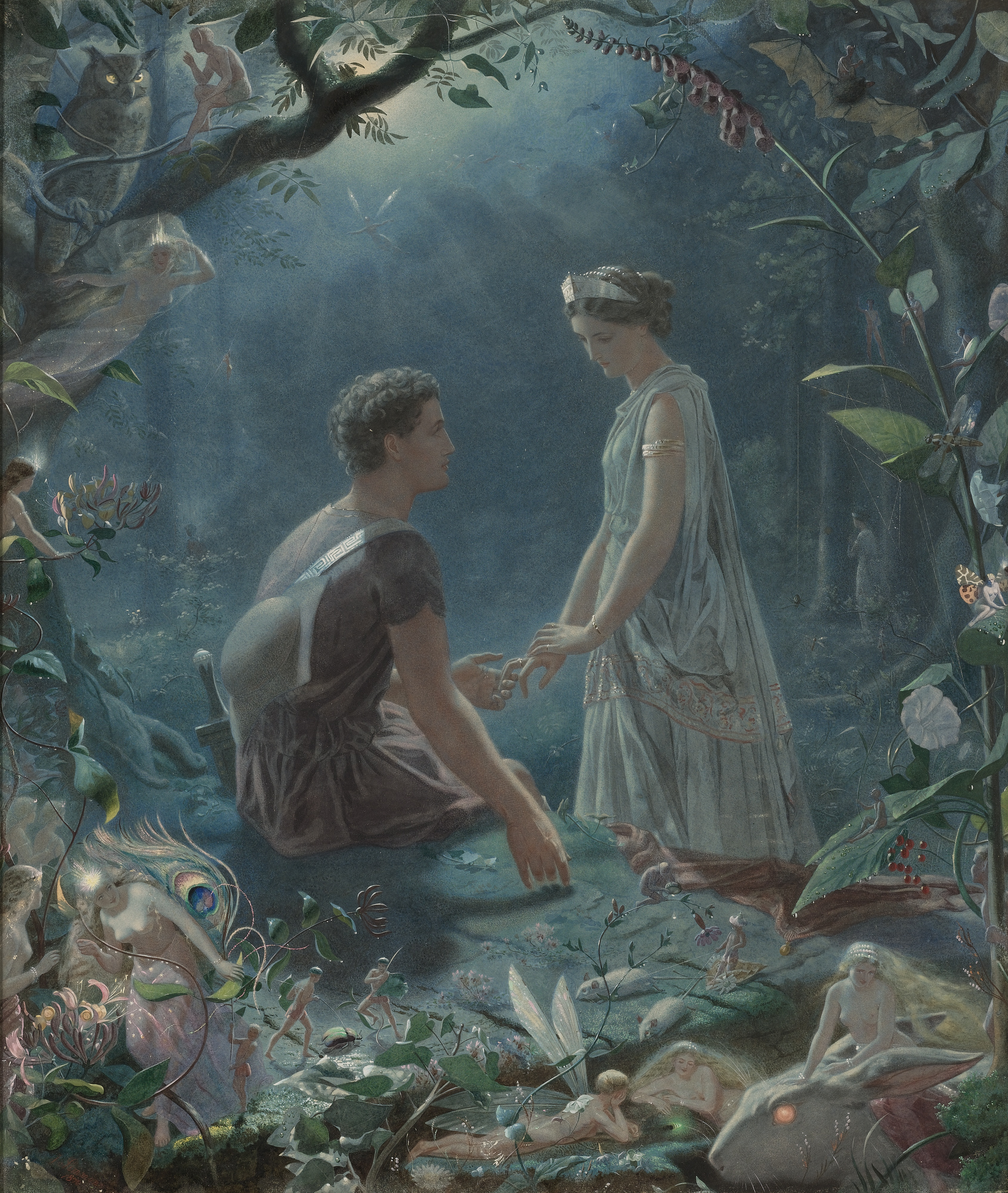
Hermia y Lisandro por John Simmons (1870)

David Bevington sostiene que la obra representa el lado oscuro del amor. Escribe que las hadas se burlan del amor confundiendo a los amantes y aplicando una poción de amor a los ojos de la reina Titania, obligándola a enamorarse de un asno. En el bosque, ambas parejas se ven acosadas por problemas. Hermia y Lisandro se encuentran con Puck, que proporciona cierto alivio cómico en la obra al confundir a los cuatro amantes en el bosque. Sin embargo, la obra también alude a temas serios. Al final de la obra, Hipólita y Teseo, felizmente casados, ven la obra de los desafortunados amantes, Píramo y Tisbe, y pueden disfrutar y reírse de ella. Helena y Demetrio son ajenos al lado oscuro de su amor, totalmente ajenos a lo que puede haber deparado lo sucedido en el bosque.

### Problema con el tiempo
Hay una disputa sobre el escenario de la obra, ya que al principio Teseo cita que "cuatro días felices traen otra luna". El episodio del bosque tiene lugar entonces en una noche sin Luna, pero Lisandro afirma que habrá tanta luz en la misma noche en la que escaparán que el rocío de la hierba brillará como perlas líquidas. Además, en la siguiente escena, Quince afirma que ensayarán a la luz de la Luna, lo que crea una verdadera confusión. Es posible que la Luna se pusiera durante la noche permitiendo que Lisandro escapara a la luz de la Luna y que los actores ensayaran, para luego ocurrir el episodio del bosque sin luz de la Luna. La afirmación de Teseo también puede interpretarse como "cuatro días hasta el próximo mes". Otra posibilidad es que, dado que cada mes hay aproximadamente cuatro noches consecutivas en las que la Luna no se ve debido a su cercanía al Sol en el cielo (las dos noches anteriores al momento de la luna nueva, seguidas de las dos siguientes), pueda indicar de este modo un período liminar de "oscuridad de la luna" lleno de posibilidades mágicas. Esto se ve reforzado por las primeras líneas de Hipólita, que exclama: "Y entonces la luna, como un arco de plata recién doblado en el cielo, contemplará la noche de nuestras solemnidades"; la delgada luna en forma de media luna es el distintivo del regreso de la luna nueva a los cielos cada mes. La obra también entrelaza la Víspera de Verano del título con el Día de Mayo, fomentando la idea de una confusión del tiempo y las estaciones. Esto se pone de manifiesto cuando Teseo comenta sobre unos jóvenes dormidos, que "observan El rito de mayo".

### Pérdida de la identidad individual

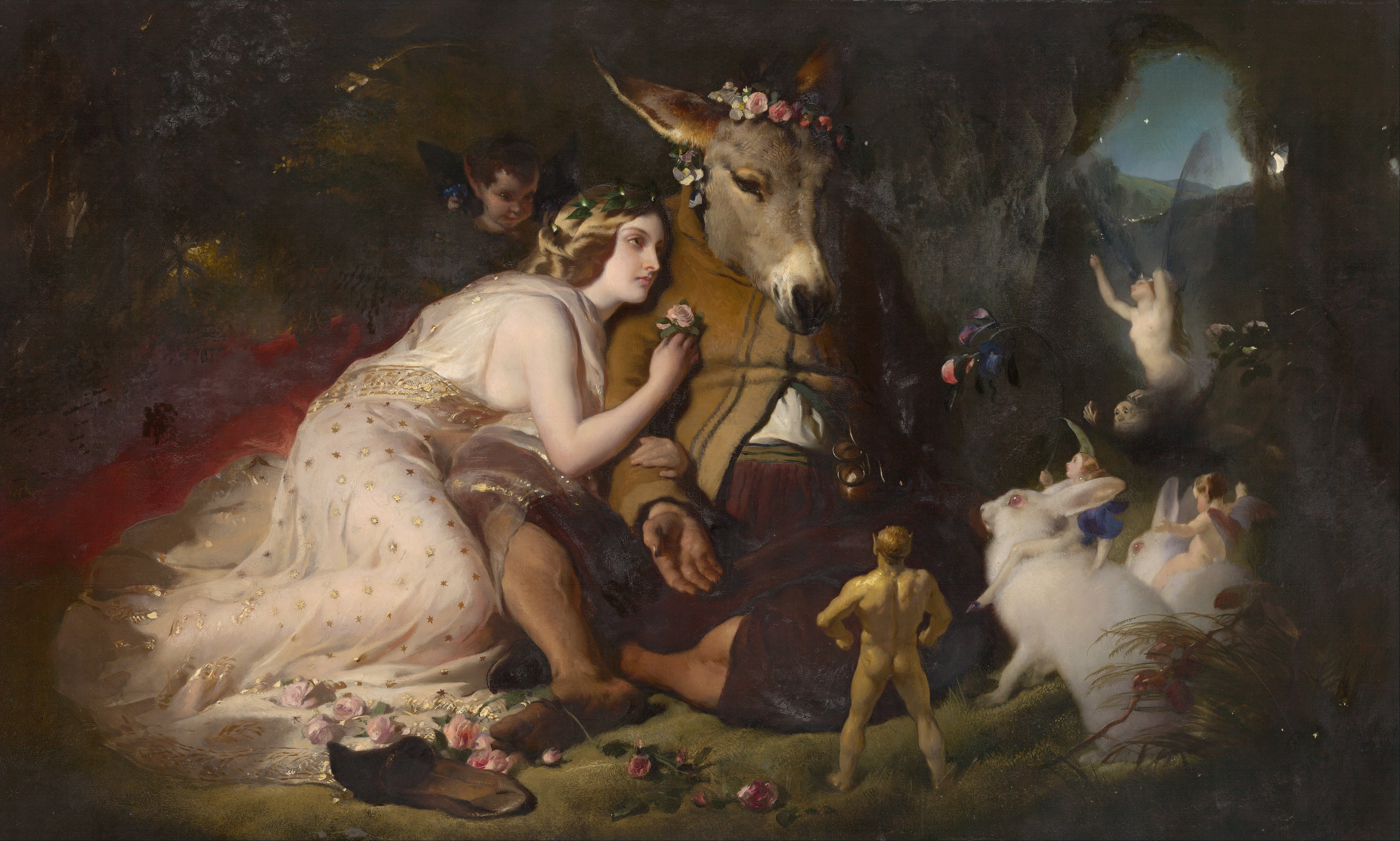
Edwin Landseer, Escena de El sueño de una noche de verano. Titania y Bottom (1848)

Maurice Hunt, director del Departamento de Inglés de la Universidad de Baylor, escribe sobre la difuminación de las identidades de la fantasía y la realidad en la obra que hacen posible "esa agradable y narcótica ensoñación asociada a las hadas de la obra". Al enfatizar este tema, incluso en el escenario de la obra, Shakespeare prepara la mente del lector para aceptar la fantástica realidad del mundo de las hadas y sus sucesos. Este parece ser también el eje en torno al cual se desarrollan los conflictos argumentales de la obra. Hunt sugiere que es la ruptura de las identidades individuales lo que conduce al conflicto central de la historia. Es la pelea entre Oberón y Titania, basada en la falta de reconocimiento del otro en la relación, lo que impulsa el resto del drama de la historia y hace que sea peligroso para cualquiera de los otros amantes reunirse debido a la perturbación de la Naturaleza causada por una disputa de hadas. Del mismo modo, esta incapacidad de identificar y distinguir es lo que lleva a Puck a confundir a un conjunto de amantes con otro en el bosque, colocando el jugo de la flor en los ojos de Lisandro en lugar de los de Demetrio.
Victor Kiernan, estudioso e historiador marxista, escribe que esta pérdida de identidad se produce en aras del amor y que los personajes individuales sufren en consecuencia: "El culto más extravagante al amor es lo que a la gente sensata le parece irracional y lo que puede tener efectos dudosos en sus acólitos" . Cree que las identidades en la obra no se pierden tanto como se mezclan para crear una especie de neblina a través de la cual la distinción se hace casi imposible. Está impulsado por el deseo de establecer nuevos y más prácticos lazos entre los personajes como medio de enfrentarse al extraño mundo del bosque, incluso en relaciones tan diversas y aparentemente irreales como el breve amor entre Titania y Bottom: "Era la fuerza de la marea de esta necesidad social la que daba energía a las relaciones".
El estudioso de la estética David Marshall profundiza en este tema al señalar que la pérdida de identidad alcanza su plenitud en la descripción de los mecánicos y su asunción de otras identidades. Al describir las ocupaciones de la compañía de actores, escribe: "Dos construyen o juntan, dos remiendan y reparan, uno teje y otro cose. Todos juntan lo que está separado o arreglan lo que se ha desgarrado, roto o cortado". En opinión de Marshall, esta pérdida de la identidad individual no sólo desdibuja las especificidades, sino que crea nuevas identidades que se encuentran en la comunidad, lo que Marshall señala que puede llevar a entender las opiniones de Shakespeare sobre el amor y el matrimonio. Además, los mecánicos entienden este tema cuando asumen sus papeles individuales para una representación corporativa de Píramo y Tisbe. Marshall señala que "ser un actor es duplicarse y dividirse, descubrirse en dos partes: uno mismo y no uno mismo, el papel y no el papel". Afirma que los mecánicos entienden esto y que cada personaje, en particular entre los amantes, tiene el sentido de renunciar a la identidad individual en beneficio del grupo o de la pareja. Parece que el deseo de perder la propia individualidad y encontrar la identidad en el amor de otro es lo que mueve en silencio los acontecimientos de El sueño de una noche de verano. Como principal sentido de la motivación, este deseo se refleja incluso en las representaciones escénicas y en el ambiente general de la historia.

### Sexualidad ambigua

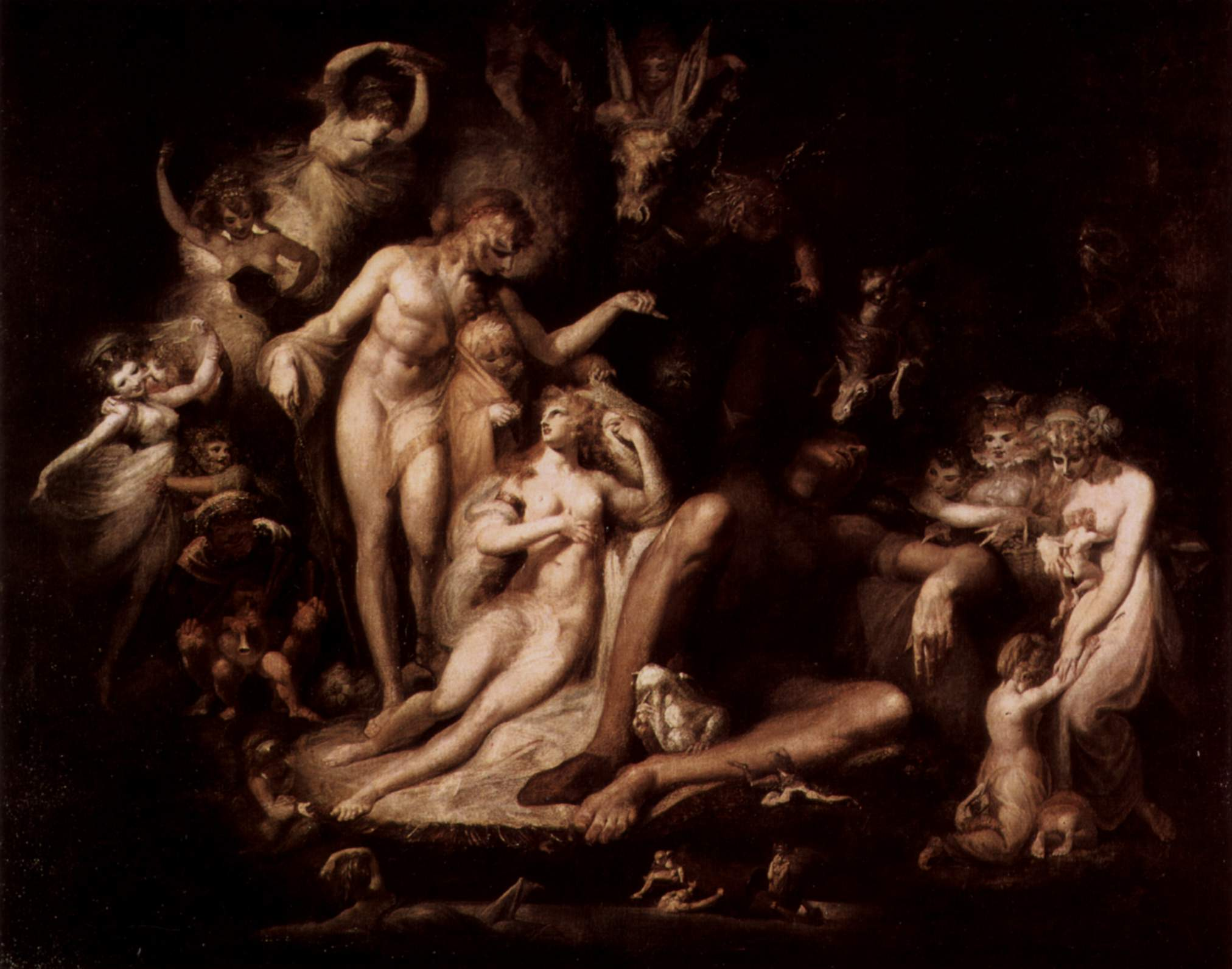
El Despertar del Hada Reina Titania

En su ensayo "Preposterous Pleasures: Queer Theories and A Midsummer Night's Dream, Douglas E. Green explora las posibles interpretaciones de la sexualidad alternativa que encuentra en el texto de la obra, en yuxtaposición a las costumbres sociales proscritas de la cultura de la época en que se escribió la obra. Escribe que su ensayo "no pretende reescribir 'El sueño de una noche de verano' como una obra gay, sino que explora algunas de sus 'significaciones homoeróticas';... momentos de alteración y erupción 'queer' en esta comedia de Shakespeare".
Green no considera que Shakespeare haya sido un "radical sexual", sino que la obra representó un "mundo al revés" o "vacaciones temporales" que mide o negocia los "descontentos de la civilización", que si bien se resuelven limpiamente en la conclusión de la historia, no se resuelven tan limpiamente en la vida real. Green escribe que los "elementos sodomíticos", el "homoerotismo", el "lesbianismo", e incluso la "heterosexualidad obligatoria" -el primer indicio de la cual puede ser la obsesión de Oberón por el pabellón cambiante de Titania- en la historia deben considerarse en el contexto de la "cultura de la Inglaterra moderna temprana" como un comentario sobre las "rigideces estéticas de la forma cómica y las ideologías políticas del orden imperante". Los aspectos de la sexualidad ambigua y el conflicto de género en la historia también se abordan en los ensayos de Shirley Garner y William W.E. Slights, aunque todos los personajes son interpretados por hombres.

### Roles de género

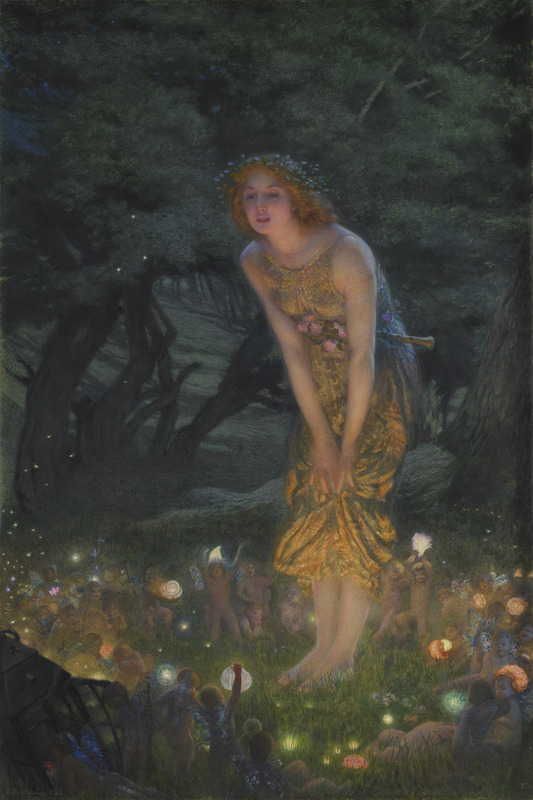
Midsummer Eve de Edward Robert Hughes c. 1908

La dominación masculina es un elemento temático que se encuentra en la obra. En El sueño de una noche de verano, Lisandro y Hermia se escapan al bosque para pasar una noche en la que no caigan bajo las leyes de Teseo o Egeo. A su llegada a Atenas, los dos se casan. El matrimonio es visto como el máximo logro social para las mujeres, mientras que los hombres pueden llegar a hacer muchas otras cosas grandes y ganar reconocimiento social. El matrimonio es un tema central en la obra, este va de la mano del enamoramiento y la exploración de las relaciones entre los personajes, por un lado tenemos a Elena humillándose por el amor de Demetrio y por el otro tenemos a Hermia, que no está enamorada de Demetrio, pero casarse con él o convertirse en monja son sus únicas opciones, la obra está plagada por los reflejos de su época donde los intereses femeninos eran invisibilizados. En La Votadora Imperial, Louis Montrose llama la atención sobre los roles y normas de género masculino y femenino presentes en la comedia en relación con la cultura isabelina. En referencia a la triple boda, dice: "La conclusión festiva en El sueño de una noche de verano depende del éxito de un proceso por el que el orgullo y el poder femeninos manifestados en las guerreras amazonas, las madres posesivas, las esposas revoltosas y las hijas voluntariosas se someten al control de los señores y los maridos" . Dice que la consumación del matrimonio es la forma en que el poder sobre la mujer cambia de manos del padre al marido. Se establece una conexión entre las flores y la sexualidad. Montrose considera que el jugo empleado por Oberón simboliza la sangre menstrual, así como la "sangre sexual derramada por las 'vírgenes'". Mientras que la sangre resultante de la menstruación representa el poder de la mujer, la sangre resultante de un primer encuentro sexual representa el poder del hombre sobre la mujer.
Sin embargo, hay momentos en la obra en los que hay una ausencia de control patriarcal. En su libro Power on Display, Leonard Tennenhouse dice que el problema de El sueño de una noche de verano es el problema de la "autoridad que se ha vuelto arcaica". La ley ateniense que obliga a una hija a morir si no cumple la voluntad de su padre está anticuada, Tennenhouse contrasta el gobierno patriarcal de Teseo en Atenas con el de Oberón en el mundo carnavalesco de las hadas. El desorden en el país de las hadas se opone completamente al mundo de Atenas. Afirma que en tiempos de carnaval y fiesta, el poder masculino se desmorona. Por ejemplo, lo que les ocurre a los cuatro amantes en el bosque, así como el sueño de Bottom, representa el caos que contrasta con el orden político de Teseo. Sin embargo, Teseo no castiga a los amantes por su desobediencia. Según Tennenhouse, al perdonar a los amantes, ha hecho una distinción entre la ley del patriarca (Egeo) y la del monarca (Teseo), creando dos voces diferentes de autoridad. Esto puede compararse con la época de Isabel I, en la que se consideraba que los monarcas tenían dos cuerpos: el cuerpo natural y el cuerpo político. Tennenhouse dice que la propia sucesión de Isabel representaba tanto la voz de un patriarca como la de un monarca: (1) el testamento de su padre, que establecía que la corona debía pasar a ella y (2) el hecho de que era hija de un rey.

## Personajes

### Principales

#### Hadas y duendes
- Puck:  sirve a Oberón. Admite abiertamente ser un "pícaro y bellaco duendecillo".
- Oberón: el rey de las hadas. Esposo de Titania.
- Titania: reina de las hadas. Esposa de Oberón.

#### Humanos
- Hipólita: reina de las amazonas, y princesa de Atenas, esposa de Teseo.

- Teseo: duque de Atenas, durante su boda es el juez del problema romántico.

- Hermia: hija de Egeo

- Lisandro: enamorado de Hermia que, por la magia de Puck, se enamora temporalmente de Helena

- Demetrio: al principio, enamorado de Hermia. Luego se enamora de Helena.

- Helena: enamorada de Demetrio y amiga de Hermia

### Secundarios
- Egeo: noveno duque de Atenas que quiere casar a Hermia con Demetrio.
- Filostrato: maestro de Ceremonias de Teseo.

### Los actores de Píramo y Tisbe
- Cuña: el carpintero. En la obra interpreta al Prólogo.
- Ensamble: el ebanista, interpreta al León
- Nick Bottom: el tejedor, interpreta a Píramo. Puck le transforma su cabeza en una de burro.
- Flauta: el apañador de fuelles. Interpreta a Tisbe.
- Gazuza: el sastre, interpreta al Claro de Luna
- Soplete: el calderero, interpreta la Pared
- Grano de Mostaza, Polilla, Telaraña y Flor de Guisante: duendes que sirven a Titania y a Canilla
- Otros duendes y hadas
- Hadas actrices
- Séquito de Teseo e Hipólita

Nota: en las ediciones en español existen diferencias con los nombres de estos personajes. Finalmente el orden es el siguiente:
- Membrillo, Cartabón, Cuña, o Peter Quince: «el carpintero», padre de Tisbe
- Fondón, Lanzadera, Canilla Telares o Nick Bottom: «el tejedor», Píramo
- Hambrón, Gazuza o Robin Starveling: «el sastre», Luna y madre de Tisbe
- Flauta, Francis Flute: «el remiendafuelles», Tisbe
- Morros, Hocico, Soplete o Tom Snout: «el calderero», padre de Píramo
- Ajuste, Berbiqui, Ensamble o Snoug: «el ebanista», León

## Adaptaciones cinematográficas

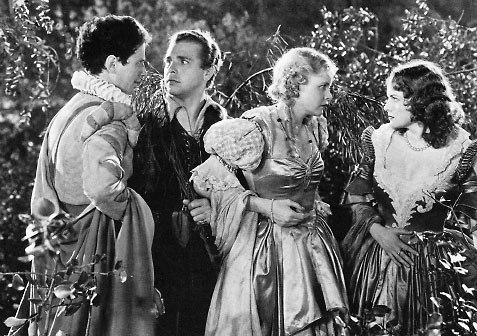
Ross Alexander, Dick Powell, Jean Muir y Olivia de Havilland en la película de 1935

- El sueño de una noche de verano (A Midsummer's Night Dream, 1935), versión dirigida por Max Reinhardt, con presupuesto de superproducción y con Mickey Rooney, James Cagney y Olivia de Havilland entre otros actores.
- Sonrisas de una noche de verano (Sommarnattens Leende, 1955), versión dirigida por Ingmar Bergman. Tiene ciertas semejanzas pero no se hace uso de la trama ni de los diálogos de la obra original.
- El sueño de una noche de verano (A Midsummer's Night Dream, 1968), versión dirigida por Peter Hall. El elenco incluía a Paul Rogers como Bottom, Ian Holm como Puck, Diana Rigg como Helena, Helen Mirren como Hermia, Ian Richardson como Oberon, Judi Dench como Titania y Sebastian Shaw como Quince. Esta película está protagonizada por la Royal Shakespeare Company y está dirigida por Hall.
- La comedia sexual de una noche de verano (1982), versión dirigida por Woody Allen. Sin intención de parodia, elabora un argumento acerca de un fin de semana en el campo en el que varias parejas ven puestas a prueba sus respectivas relaciones, a imagen de la obra original.
- 1992: A Midsummer Night's Dream (Сон в летнюю ночь), coproducción entre los estudios rusos Christmas Films (Кристмас Филмз), la televisión galesa S4C y la británica BBC que es un cortometraje de dibujos animados dirigido por Róbert Saakyánts (en armenio, Ռոբերտ Սահակյանց; en ruso, Роберт Саакянц; 1950 - 2009).[23]
- 1996 - Versión dirigida por Adrian Noble, basada en la adaptación realizada por la Royal Shakespeare Company.
- El sueño de una noche de verano, versión dirigida por Michael Hoffman, con Kevin Kline (Bottom), Michelle Pfeiffer (Titania), Sophie Marceau (Hipólita) y Calista Flockhart (Helena). Adaptación en la que la acción se sitúa en la Toscana de finales del siglo xix.
- Si el mundo fuera mío (Were the World Mine, 2008), dirigida por Tom Gustafson y ganadora de diversos premios entre la comunidad LGBT.

## Otras adaptaciones
El sueño de una noche de verano ha dado origen, entre otras adaptaciones, a El sueño de una noche de verano, ópera de Benjamin Britten, a la música incidental homónima de Felix Mendelssohn y a “The Fairy Feller's Master-Stroke”, canción del grupo Queen.
Además, la obra ha sido adaptada a otros formatos, desde cómics a capítulos de series de televisión o anuncios publicitarios. Entre las adaptaciones no convencionales se suele citar:
- Sueño de una mañana de invierno de la serie de cómics de Corto Maltés de Hugo Pratt. En él aparecen Oberón, Puck, Merlín y Morgana como representación de los seres de fantasía gaélicos y célticos. Eligen a Corto Maltés como paladín para protegerles de una invasión alemana en el contexto de la Primera Guerra Mundial.

- 1990: episodio A Midsummer Night's Dream de la serie de cómics The Sandman, de Neil Gaiman y Charles Vess. En él se fabula una representación de la obra a cargo de la compañía de Shakespeare ante los mismos seres de fantasía que la protagonizan.

- 2007: episodio A Midsummer Night's Nightmare de la serie de The Suite Life of Zack and Cody. Se fabula una representación de la obra, y los mismos personajes la viven, enamorándose de los no correspondidos.

- Sueño de una noche de verano o pesadilla Incienso primaveral de la serie de televisión anime y manga Ranma ½ de la mangaka Rumiko Takahashi. Fue la OVA 13 y se trataba de una adaptación satírica de la obra representada por los personajes de esta serie y protagonizada por Akane Tendo.

- 2015: Strange Magic (Titulada Marianne y la pócima del amor en España y Magia extraña en Hispanoamérica) es una película en 3D. Fue dirigida y escrita por Gary Rydstrom, contando con la participación de David Berenbaum e Irene Mecchi como coescritores, basándose en una historia de George Lucas inspirada por El sueño de una noche de verano.[24] Es protagonizada por Alan Cumming, Evan Rachel Wood, Kristin Chenoweth y Maya Rudolph, y aparecen canciones populares como Love Is Strange.[25] La película se estrenó el 23 de enero de 2015.[26] Relata la historia de un nutrido grupo de goblins, elfos y hadas que luchan entre sí para conseguir una poción mágica.

## En castellano
El español Francisco Nacente fue el primero en traducir A Midsummer Night's Dream en 1870, del francés, con el título El sueño de una noche de estío. Catorce años más tarde, José Amaldo Márquez ofrecía la primera traducción directa del inglés, ya con el título definitivo, El sueño de una noche de verano. Traducciones posteriores se deben a Rafael Martínez Lafuente (1917), Luis Astrana Marín (1922), Ángel Puigmiguel (1943), Rodolfo Varela (1959), Aurora Díaz-Plaja (1970) y Eduardo Mendoza (1986).
La obra se ha representado en España en numerosas ocasiones, entre ellas:
- Teatro Español, Madrid, 1944.[28]
  - Dirección: Cayetano Luca de Tena
  - Escenografía: Sigfrido Burmann
  - Intérpretes: Mercedes Prendes (Titania) José María Seoane (Lisandro) José Rivero, Blanca de Silos, Aurora Bautista, Porfiria Sanchiz, Asunción Sancho, Carmen Bernardos
- Teatro Español Universitario, Madrid, 1950
  - Dirección: José Tamayo
  - Intérpretes: Maruchi Fresno
- Teatro Español, Madrid, 1964[29]
  - Dirección: Cayetano Luca de Tena
  - Escenografía: Sigfrido Burmann
  - Intérpretes: Carmen Bernardos, Maite Blasco, María José Alfonso, Armando Calvo, Juanjo Menéndez, Francisco Valladares, Ángel de la Fuente, Pastor Serrador, Enrique San Francisco
- Televisión (Estudio 1, TVE, 16 de abril de 1971).
  - Intérpretes: María Luisa Merlo, Carlos Ballesteros, Maite Blasco, Mónica Randall, Pablo Sanz, Rafael Arcos
- Centro Cultural de la Villa de Madrid, 1980
  - Dirección: David Perry
  - Intérpretes: Concha Goyanes, Pep Muñoz, Imanol Arias, Jeannine Mestre, Paco Olmo, Kiti Manver, Juan Calot
  - Versión rítmica de Agustín García Calvo. Shakespeare, W. Sueño de noche de verano. 4ª ed. Editorial Lucina. 108 p. 'Prólogo a la edición' Archivado el 18 de mayo de 2022 en Wayback Machine.
- Teatro Español, Madrid, 1986.[30]
  - Dirección: Miguel Narros
  - Escenografía: Andrea D'Odorico
  - Intérpretes: José Pedro Carrión, Kiti Manver, Helio Pedregal, Nuria Gallardo, Juan Gea, Carlos Hipólito, Cesáreo Estebánez, Fabio León, Sonia Grande